# Норица (Витебская область)
Норица (бел. Норыца) — деревня в Поставском районе Витебской области Белоруссии. Входит в состав Дуниловичского сельсовета.

## Административное устройство
Ранее входила в состав Волковского сельсовета. С 7 июля 2023 года входит в состав Дуниловичского сельсовета.

## География
В 31 км от Постав, 197 км от Минска, 9 км от железнодорожной станции Ляховщина.

### Озера Норица
Озера Норица (3 безымянных озера) находятся в Поставском районе Витебской обл., примерно в 29 км на юго-восток от г. Поставы, возле д. Норица и относится предположительно к бассейну р. Зарежанка. Соединены между собой ручьями. Местность грядисто-холмистая, поросшая лесом и кустарником.

## Достопримечательность

### Усадьба Лопатинских
Усадебный дом (1740 г.), построенный на месте древнего замка не сохранился.

### Старинный парк
Один из старейших парков Белоруссии, заложен, вероятно, в середине XVIII века в имении Сулистровских. В 1785 году имение перешло Лопатинским. Новыми владельцами было завершено формирование небольшого, площадью около 6 га, на весьма оригинального ансамбля. Его композиционные особенности определяются положением на берегу озера и остатками земляных сооружений старинной крепости. Оборонительные рвы включены в планировку и вместе с водоемами занимают ведущее положение в композиции. Парк имеет семетрично-осевое решение и включает террасные элементы. Центром композиции являлся дворец (сгорел в 1925 г.), доминировавший над местностью. Он был построен в наиболее возвышенной части, на месте древнего замка, у глубокого (до 6 м) крепостного канала, П-образного в плане. Расположение здания у водоема создавало эффект его отражения в воде. Между руками канала находился большой, прямоугольной формы цветочный партер. Композиционная ось парка сравнительно короткая, имеет западно-восточную ориентацию. По оси за каналом проходила центральная липовая аллея. Парковая территория по отношению к окружающей местности занижена и по периметру с внешней стороны обнесена валом, поросшим деревьями. Она оформлена в виде трех террас с небольшими перепадами (до 30 см). Линейные посадки липы образуют восемь боскетов разных размеров по площади не менее 1 га. Два маленьких боковых боскета на крайней террасе имеют не прямоугольную, а слегка округлую форму. На местах пересечения липовых аллей были круглые площадки с беседками. Вся эта часть парка отличается замкнутостью, что усугубляется небольшими древесными массивами, окружающими парк с трех сторон.

### Бровар
Старинное здание бровара (конец XIX в.).

### Крыница Грамяки
Источник «восходящего гейзерного» типа на Свентянской возвышенности, которая, постепенно понижаясь, доходит до Глубокого. Источник вытекает из-под горы, в урочище Гремяки, недалеко от деревни Норица. Вода в родниковом озерце имеет специфический зелено-голубой оттенок. Из родника вытекает ручей шириной около метра, через 70 метров он впадает в озеро Вешнее.
Крыница находится в нескольких километрах от деревни Норица в сторону деревни Сороки, является гидрологическим памятником природы республиканского значения.

### Большой дуб в Верховье
Находится в нескольких километрах от деревни Норица в сторону деревни Зарудье.

### Заброшенный песчаный карьер
Находится в нескольких километрах от деревни Норица в сторону деревни Зарудье.

## Галерея

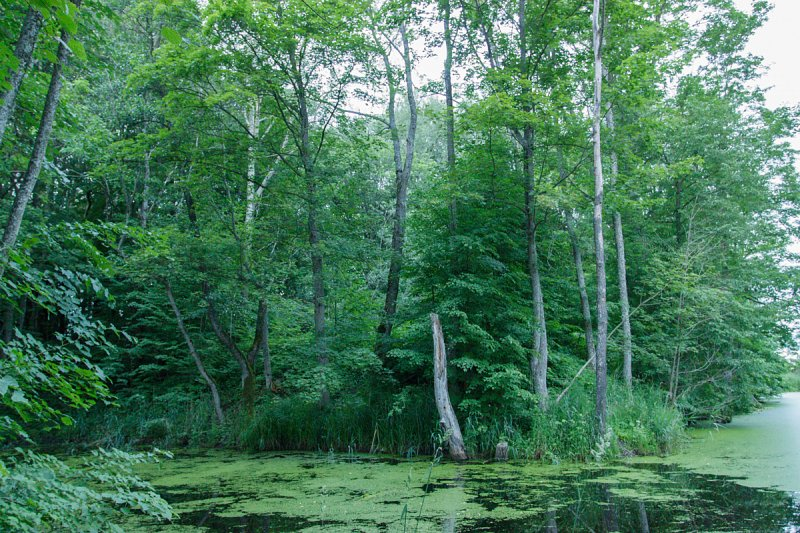
Парк Норица
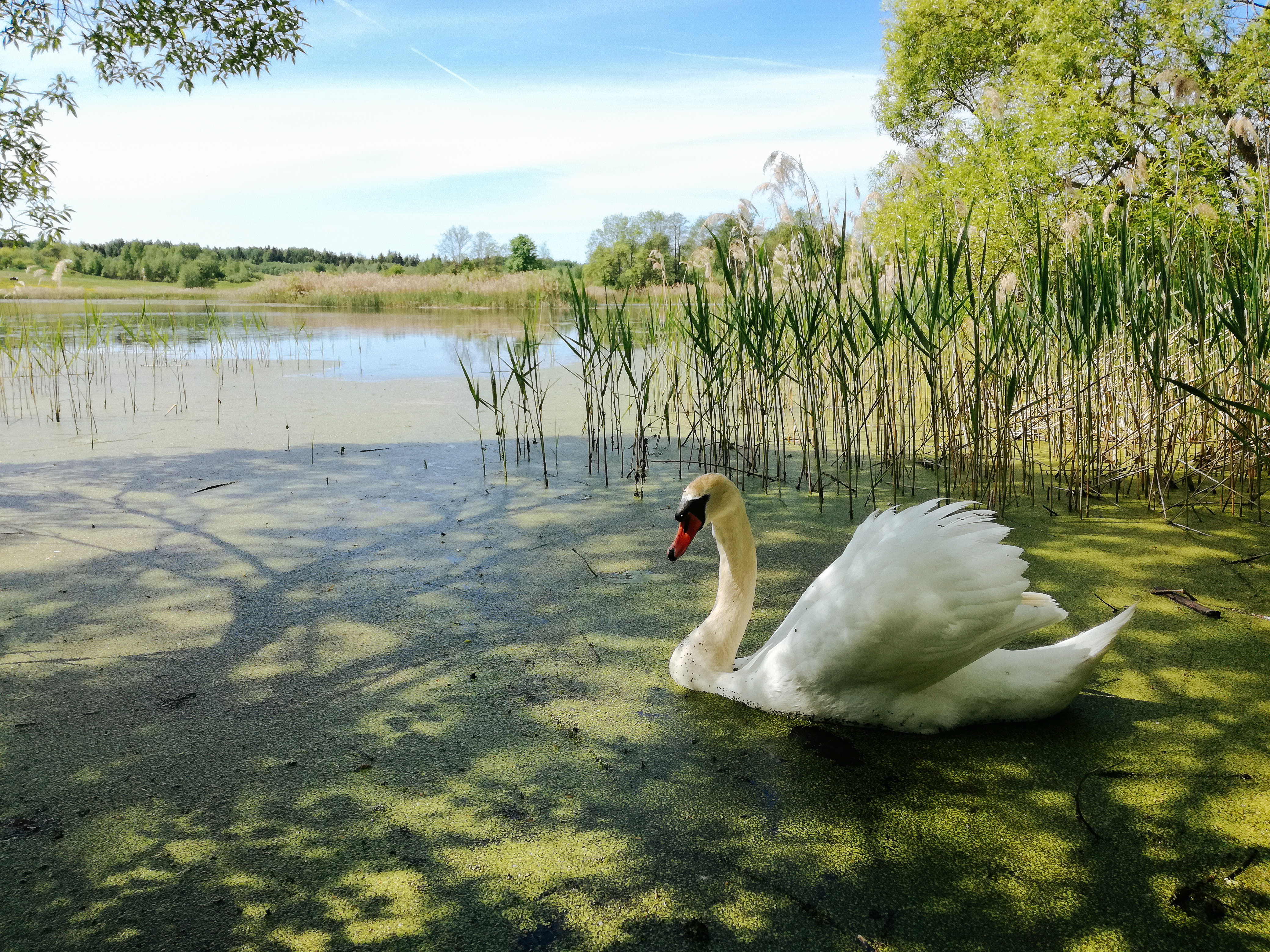
Озеро Норица
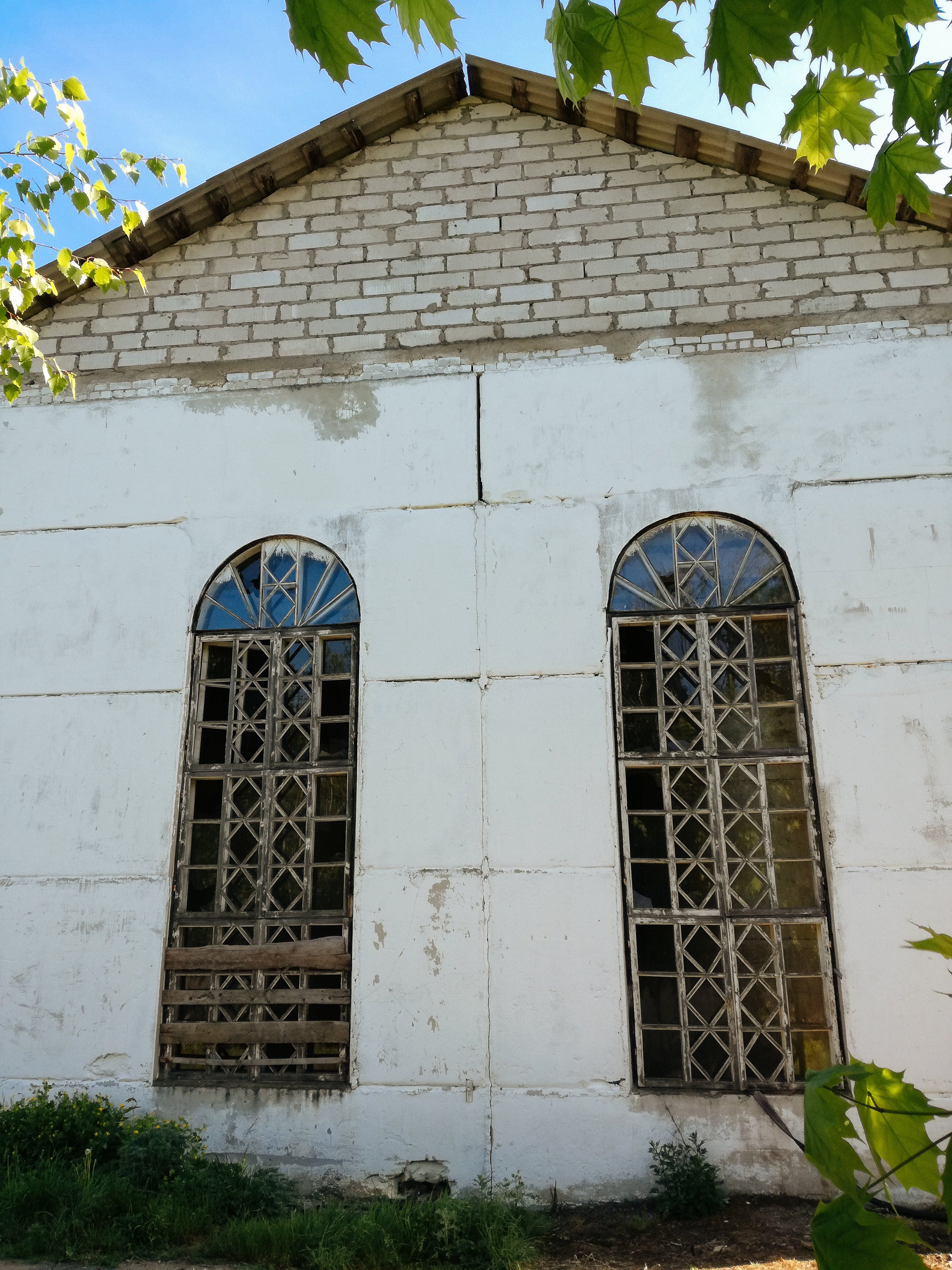
Бровар
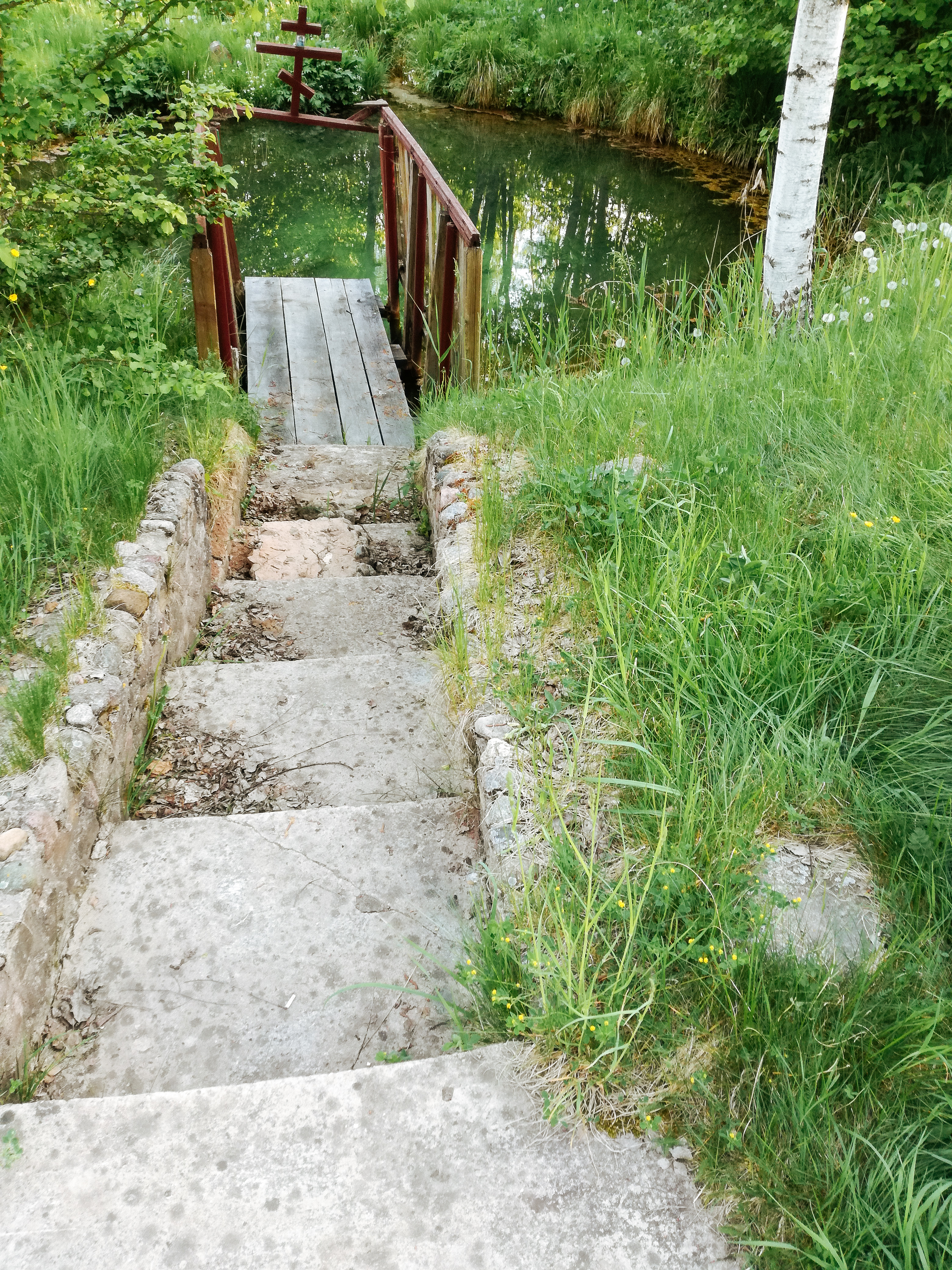
Крыница Грамяки
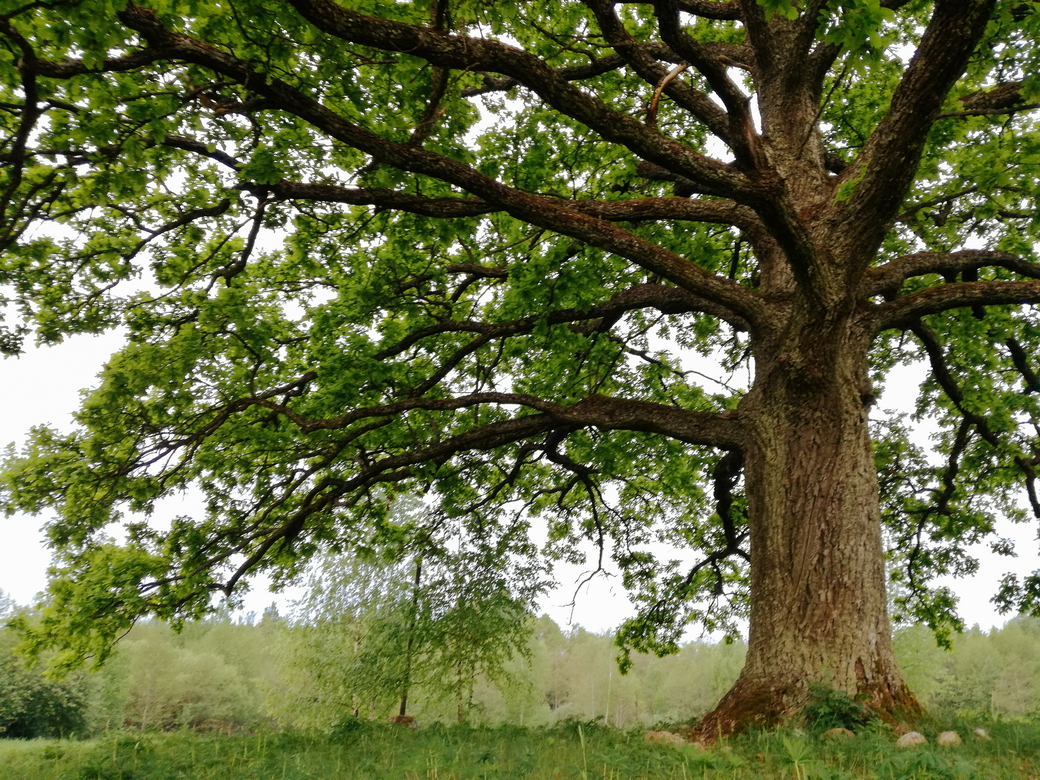
Большой дуб в Верховье
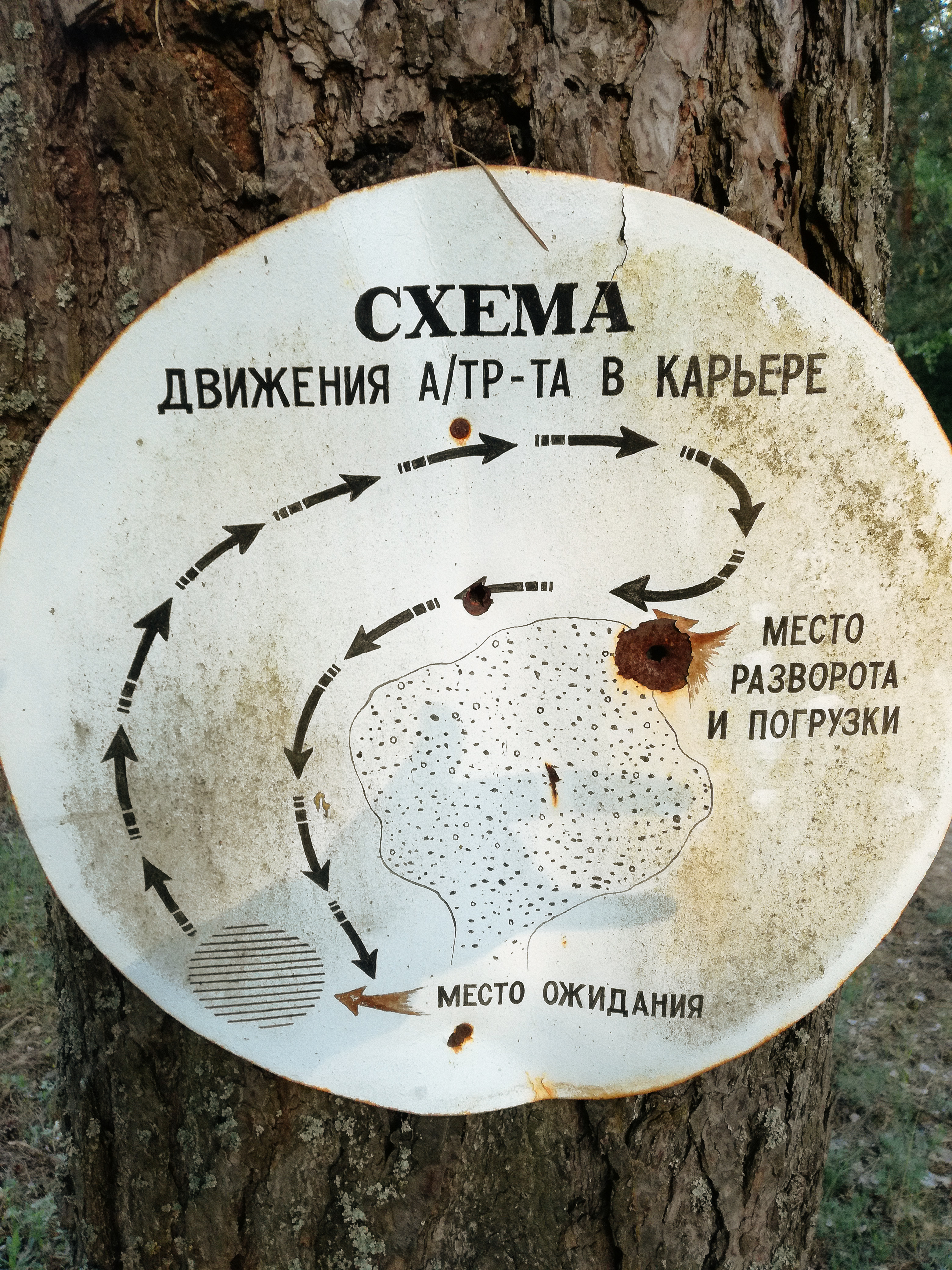
Заброшенный песчаный карьер